# Europees topschutter van het seizoen 2003/04
De titel Europees topschutter van het seizoen 2003/04, ook wel bekend als de Gouden Schoen, werd gewonnen door de Fransman Thierry Henry, speler van Arsenal.
Sinds het seizoen 1996/97 gaat de prijs niet meer automatisch naar de speler met de meeste doelpunten. De verschillende competities worden ingedeeld volgens de UEFA-coëfficiënten. De 5 sterkste competities hebben vermenigvuldigingsfactor 2. Competities 6 t/m 22 factor 1,5 en de rest heeft factor 1. Daardoor kan het gebeuren dat een speler uit een zwakkere competitie meer doelpunten heeft gescoord dan de winnaar van de Gouden Schoen.

## Eindstand Gouden Schoen seizoen 2003/2004
| Plaats | Speler               | Goals | Waarde | Punten | Club                       |
| ------ | -------------------- | ----- | ------ | ------ | -------------------------- |
| 1      | Thierry Henry        | 30    | x2     | 60     | Arsenal                    |
| 2      | Aílton               | 28    | x2     | 56     | Werder Bremen              |
| 3      | Djibril Cissé        | 26    | x2     | 52     | AJ Auxerre                 |
| 4      | Andrij Sjevtsjenko   | 24    | x2     | 48     | AC Milan                   |
| 5      | Ronaldo              | 24    | x2     | 48     | Real Madrid                |
| 6      | Mateja Kežman        | 31    | x1,5   | 46,5   | PSV                        |
| 7      | Roy Makaay           | 23    | x2     | 46     | Bayern München             |
|        | Alberto Gilardino    | 23    | x2     | 46     | Parma                      |
| 9      | Ara Hakobyan         | 45    | x1     | 45     | Banants Jerevan            |
|        | Henrik Larsson       | 30    | x1,5   | 45     | Celtic                     |
| 11     | Alan Shearer         | 22    | x2     | 44     | Newcastle United           |
| 12     | Luigi Pieroni        | 28    | x1,5   | 42     | Excelsior Moeskroen        |
| 13     | Roland Kollmann      | 27    | x1,5   | 40,5   | Grazer AK                  |
| 14     | Júlio Baptista       | 20    | x2     | 40     | Sevilla                    |
|        | Ruud van Nistelrooij | 20    | x2     | 40     | Manchester United          |
|        | Martin Max           | 20    | x2     | 40     | Hansa Rostock              |
|        | Francesco Totti      | 20    | x2     | 40     | AS Roma                    |
|        | Louis Saha           | 20    | x2     | 40     | Fulham / Manchester United |
| 19     | Tor Henning Hamre    | 39    | x1     | 39     | Flora Tallinn              |
| 20     | Raúl Tamudo          | 19    | x2     | 38     | RCD Espanyol               |
|        | Fernando Torres      | 19    | x2     | 38     | Atlético Madrid            |
|        | Alexander Frei       | 19    | x2     | 38     | Stade Rennais              |
|        | Salva                | 19    | x2     | 38     | Málaga                     |
|        | Javier Chevantón     | 19    | x2     | 38     | Lecce                      |
|        | Mista                | 19    | x2     | 38     | Valencia                   |

## Bron
- UEFA.com

1968/69 ·
1969/70 ·
1970/71 ·
1971/72 ·
1972/73 ·
1973/74 ·
1974/75 ·
1975/76 ·
1976/77 ·
1977/78 ·
1978/79 ·
1979/80 ·
1980/81 ·
1981/82 ·
1982/83 ·
1983/84 ·
1984/85 ·
1985/86 ·
1986/87 ·
1987/88 ·
1988/89 ·
1989/90 ·
1990/91 ·
1991/92 ·
1992/93 ·
1993/94 ·
1994/95 ·
1995/96 ·
1996/97 ·
1997/98 ·
1998/99 ·
1999/00 ·
2000/01 ·
2001/02 ·
2002/03 ·
2003/04 ·
2004/05 ·
2005/06 ·
2006/07 ·
2007/08 ·
2008/09 ·
2009/10 ·
2010/11 ·
2011/12 ·
2012/13 ·
2013/14 ·
2014/15 ·
2015/16 ·
2016/17 ·
2017/18 ·
2018/19